# Jarod Stevenson
Jarod Stevenson ou Moon Tae-jong (en coréen 문태종), né le 1er décembre 1975 à Séoul (Corée du Sud), est un joueur de basket-ball professionnel américaino-coréen. Il mesure 2,00 m et évolue au poste d'ailier. Stevenson a participé au championnat d'Asie 2011 et à la coupe du monde 2014 avec la Corée du Sud.

## Clubs successifs
- 1994 - 1998 :  Spiders de Richmond (NCAA)
- 1998 - 1999 :  Strasbourg IG (Pro B)
- 1999 - 2000 :  Cholet (Pro A)
- 2000 - 2001 :  Pride du Connecticut (CBA)
- 2001 :  Bnei Hasharon (Israel Basketball Super League)
- 2001 - 2002 :  Avellino (Lega A)
- 2002 - 2004 :  Bnei Hasharon (Israel Basketball Super League)
- 2004 - 2005 :  Lokomotiv Rostov (PBL)
- 2005 - 2006 :  Fenerbahçe (1er division)
- 2006 - 2007 :  UNICS Kazan (Superligue)
- 2007 - 2008 :  CB Girona (Liga ACB)
- 2008 - 2009 :  Maroussi Athènes (ESAKE)
- 2009 - 2010 :  KK Hemofarm (Naša Sinalko Liga)
- 2010 - ???? :  Incheon ET Land Elephants (Korean Basketball League)

## Palmarès

### En club
- Élu meilleur joueur de Pro B en 1999
- Champion de France Pro B en 1999 avec Strasbourg
- Finaliste de la Coupe de France 1999 avec Strasbourg
- Champion de la Continental Basketball Association en 2001 avec les Pride du Connecticut
- Finaliste de l'EuroCup Challenge en 2005 avec le Lokomotiv Rostov
- Finaliste de la Superligue de Russie en 2007
- Finaliste de la Coupe ULEB en 2008 avec le CB Girona
- Finaliste de la Naša Sinalko Liga en  2010 en basket-ball avec le KK Hemofarm

### En sélection nationale
- Médaille de bronze au Championnat d'Asie de basket-ball 2011 avec la Corée du Sud